# Penciletta penicillata
Penciletta penicillata är en mossdjursart som först beskrevs av Fabricius 1780.  Penciletta penicillata ingår i släktet Penciletta och familjen Tubuliporidae. Inga underarter finns listade i Catalogue of Life.